# Uson
Uson (Bayan ng Uson) är en kommun i Filippinerna. Kommunen tillhör provinsen Masbate och ligger på ön med samma namn. Folkmängden uppgår till 56 168 invånare år 2015.

## Barangayer
Uson delas in i 35 barangayer.
| - Arado - Armenia - Aurora - Badling - Bonifacio - Buenasuerte - Buenavista - Campana - Candelaria - Centro - Crossing - Dapdap | - Del Carmen - Del Rosario - Libertad - Madao - Mabini - Magsaysay - Marcella - Miaga - Mongahay - Morocborocan - Mabuhay - Paguihaman | - Panicijan - Poblacion - Quezon - San Isidro - San Jose - San Mateo - San Ramon - San Vicente - Santo Cristo - Sawang - Simawa |